# Röddyna
Röddyna (Trichoderma viride) är en svampart som beskrevs av Pers. 1794. Trichoderma viride ingår i släktet Trichoderma och familjen Hypocreaceae.   Inga underarter finns listade i Catalogue of Life.
I den svenska databasen Dyntaxa används istället namnet Hypocrea rufa för samma taxon.  Arten är reproducerande i Sverige.